# Stockholm International Water Institute
Stockholm International Water Institute (SIWI) är en i huvudsak statsfinansierat svensk stiftelse med organisationsnummer 802425-8702 grundad 1997 som en del av dåvarande Stockholm Vatten AB, och formellt separerad som egen organisation 2008-06-05. Deras ursprung står att finna i Vattenfestivalen som började 1991. De sysslar med globala vattenfrågor och i mindre utsträckning forskningsfinansiering. Institutet syftar till att överbrygga vetenskap, politik och praktik, och för att hitta och föra fram hållbara och praktiska lösningar för användning och förvaltning av världens vattenresurser, exempelvis genom att marknadsprissätta dem.

## Ekonomi
Stockholm International Water Institute har finansierats av Sveriges regering och
Stockholm Vatten AB.
- Adresser: Kabyssgatan 4 D, 120 30, Stockholm; Hammarbybacken 31, 120 30 Stockholm.

## Påverkan och policy
SIWI tar fram strategier och bidrar med goda råd om förvaltning av vattenresurser på både nationell och internationell nivå. 
SIWI vill öka priset på vatten, privatisera tillgången, vilket de hoppas leder till bättre förvaltning och minskad konsumtion. En nackdel med det kan vara att hushåll och företag drabbas av högre priser och försämrade möjligheter att använda vattnet. 
Tematiska områden:
- Vattenförvaltning
- Förvaltning av gränsöverskridande vatten
- Vatten och klimatförändring
- Vatten-livsmedel-energi nexus
- Vattenekonomi

Swedish Water House är ett program som drivs av institutet och finansieras av Miljödepartementet och Utrikesdepartementet. Swedish Water House är ett nätverk för svenska aktörer inom olika delar av vattensektorn som syftar till att samla den svenska kompetensen inom området och ansluta dem till internationella aktörer och nätverk.
Water Governance Facility  är ett program inom institutet som verkar för att förbättra förvaltning av vattenresurser genom att tillhandahålla rådgivning till myndigheter och NGO:s i utvecklingsländer. Water Governace Facility deltar och samordnar dessutom kapitlet om vattenförvaltning i FN:s World Water Development Report.
En gång i kvartalet publicerar institutet Stockholm Waterfront som är ett magasin på engelska med artiklar om den senaste forskningen och nyheter ifrån institutets olika program och aktiviteter, samt vad som händer i världen inom vattensektorn.

## World Water Week in Stockholm
En gång om året sedan 1991 har Stockholm International Water Institute arrangerat World Water Week in Stockholm. På konferensen samlas forskare, experter, näringslivsprofiler, politiker, och andra beslutsfattare. Av de ca 2500 deltagarna under veckan finns ibland även representanter från NGO:s och privata intressen. World Water Week har sedan 1991 hållits i augusti varje år.

## Priser
Stockholm international Water Institute ansvarar för Stockholm Water Prize, Stockholm Junior Water Prize, Svenska Juniorvattenpriset och Stockholm Industry Water Award. Priserna delas ut till vinnarna under World Water Week i Stockholm. Tillsammans med Water Supply and Sanitation Collaborative Council (WSSCC) delar Stockholm International Water Institute ut priset WASH Media Award vart annat år till journalister vars arbete belyst vikten av vatten, sanitet och hygien.